# 欧根·达尔伯特
欧根·达尔伯特（德語：Eugen d'Albert，1864年4月10日—1932年3月3日），苏格兰裔德国-瑞士钢琴家，作曲家。

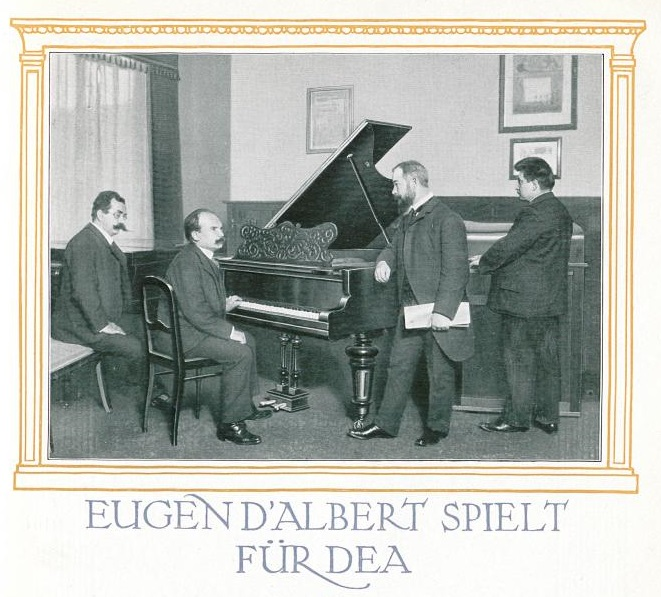
达尔伯特（鋼琴後），1909年

达尔伯特是一位多产作曲家，作为一位钢琴家出身的作曲家，却以创作歌剧为主。他的20余部歌剧目前只有《低地》（Tiefland）一部还偶有上演。他也为钢琴和管弦乐队写过许多作品。达尔伯特的音乐色彩绚丽，技巧辉煌，但较缺乏个人特色，目前很少演奏。作为李斯特的学生，他是历史上最重要的钢琴家之一，并留下了一些珍贵的录音。

## 生平
达尔伯特出生在格拉斯哥，后来到伦敦学习很快成为一名出色的钢琴家。1881年，他离开英国到维也纳学习，后来成为李斯特的得意门生。他在欧美各地巡回演出，所到之处都受到热烈欢迎。1914年他入籍瑞士，1932年病逝于里加。

## 外部連結
- 欧根·达尔伯特的免费乐谱，由国际乐谱典藏计划提供